# Gleditsia japonica
Gleditsia japonica — вид квіткових рослин з родини бобових (Fabaceae). Поширення: Китай, Індія (Східні Гімалаї), Японія, Корея. Населяє сонячні схили, долини, береги струмків, ліси, росте біля доріг.

## Біоморфологічна характеристика
Це дерево заввишки до 25 метрів. Колючки від пурпурно-коричневих до коричнево-чорних, злегка плоскі, міцні, 2–15.5 см, часто гіллясті. Листя перисте або двічі перисте (пер 2–6 пар), 11–25 см; ніжка листка дуже коротка; листочків 3–10 пар, яйцеподібно-довгасті або яйцеподібно-ланцетні до довгастих, 2–7(9) × 1–3(4) см (листочки двічі перистого листя явно менші), знизу запушені по середній жилці та біля основи, зверху запушені або голі, край цільний або повторно городчастий, верхівка округла, іноді виїмчаста. Квітки жовтувато-зелені, в пазушних або верхівкових, запушених колосках. Чоловіче суцвіття 8–20 см; жіноче суцвіття 5–16 см. Чоловічі квітки: 5–6 мм у діаметрі; чашолистків 3 або 4, трикутно-ланцетних, ≈ 2 мм, обидві поверхні запушені; пелюсток 4, еліптичні, ≈ 2 мм, запушені; тичинок 6–8 (або 9). Жіночі квітки: 5–8(9) мм у діаметрі; чашолистків та пелюсток 4 або 5, за формою подібні до чоловічих, ≈ 3 мм, обидві поверхні густо запушені. Біб коричневий або коричнево-чорний, стиснутий, ременеподібний, 20–54 × 2–7 см, нерівномірно закручений, верхівка з носиком 5–15 мм. Насіння численне, темно-коричневе, еліптичне, 9–10 × 5–7 мм, гладке.

## Використання
Рослину рідко використовують як декоративну через її разючі плоди. Вона також іноді служить пасовищем для бджіл. Вид використовують як вуличне дерево в низці міст Китаю та Європи.